# Home Alone 2: Lost in New York
Home Alone 2: Lost in New York (bra: Esqueceram de Mim 2 - Perdido em Nova York; prt: Sozinho em Casa 2 - Perdido em Nova Iorque) é um filme de comédia estadunidense de Natal de 1992 escrito e produzido por John Hughes e dirigido por Chris Columbus. É o segundo filme da série de filmes Home Alone e a sequência do filme de 1990, Home Alone. Macaulay Culkin reprisa seu papel como Kevin McCallister, enquanto Joe Pesci e Daniel Stern reprisam seus papéis como Harry e Marv. Catherine O'Hara, John Heard, Rob Schneider, Tim Curry, Dana Ivey e Brenda Fricker também são destaques.
No filme, que acontece um ano após os acontecimentos de Home Alone, Kevin e sua família decidem fazer uma viagem à Flórida, mas Kevin acidentalmente embarca no avião errado e acaba indo para Nova York. Ele tenta se contentar com o que tem, como usar o cartão de crédito de seu pai para ficar no Plaza Hotel, mas logo é confrontado pelos recém-escapados bandidos. Usando sua inteligência para sobreviver e fazer amizade com cidadãos improváveis, Kevin deve correr mais e enganar seus antigos inimigos novamente, enquanto sua família tenta desesperadamente encontrá-lo.
A filmagem principal ocorreu de 9 de dezembro de 1991 a 1 de maio de 1992; o filme foi filmado em Winnetka, Illinois; Aeroporto Internacional O'Hare, em Chicago; Evanston, Illinois; e cidade de Nova York. O filme se tornou o segundo filme de maior sucesso financeiro de 1992, arrecadando mais de US$ 173 milhões em receita nos Estados Unidos e US$ 359 milhões em todo o mundo, contra um orçamento de US$ 20 milhões. 
O filme apresenta um Cameo de Donald Trump, dono do Plaza Hotel na época da produção do filme. Segundo o realizador Columbus, Trump aceitou as filmagens no Plaza, desde que fizesse uma aparição.
Juntamente com o filme original de Home Alone, Home Alone 2 é frequentemente considerado um filme de férias clássico e geralmente ocupa uma posição de destaque entre as listas de filmes de Natal mais bem cotadas.
Uma outra continuação com um novo elenco e personagens, Home Alone 3, foi lançada cinco anos depois, em 1997.

## Elenco
- Macaulay Culkin como Kevin McCallister
- Joe Pesci como Harry Lime
- Daniel Stern como Marv Merchants
- Catherine O'Hara como Kate McCallister
- John Heard como Peter McCallister
- Devin Ratray como Buzz McCallister, o irmão de Kevin que muitas vezes o coloca em apuros
- Hillary Wolf como Megan McCallister
- Maureen Elisabeth Shay (que substitui Angela Goethals) como Linnie McCallister
- Michael C. Maronna como Jeff McCallister
- Gerry Bamman como Frank McCallister, tio de Kevin
- Terrie Snell como Leslie McCallister, tia de Kevin
- Jedidiah Cohen como Rod McCallister
- Kieran Culkin como Fuller McCallister
- Senta Moses como Tracy McCallister
- Daiana Campeanu como Sondra McCallister
- Anna Slotky como Brooke McCallister
- Brenda Fricker como senhora do pombo
- Tim Curry como Mr. Hector, concierge
- Eddie Bracken como Mr. E.F. Duncan
- Rob Schneider como Cedric, maleiro do Hotel
- Dana Ivey como Maureen Stone, a recepcionista
- Fred Krause como Cliff, o segurança
- James Cole, o guarda de segurança
- Ralph Foody como Johnny
- Ally Sheedy como agente de bilhetes de Nova York
- Chris Columbus como patrono do Toy Chest de Duncan
- Donald Trump como ele mesmo
- Clare Hoak como Susie
- Leigh Zimmerman como modelo fashion
- Steve Sivak como diretor do coro
- Rod Sell como oficial Bennett

## Lançamento

### Marketing
Numerosos videojogos baseados em Home Alone 2 foram lançados pela THQ para sistemas como o Sega Genesis, o Nintendo Entertainment System, o Super Nintendo Entertainment System, Game Boy e computadores pessoais, principalmente no final de 1992. Foi lançado um jogo portátil separado. pela Tiger Electronics. Numerosos jogos de tabuleiro também foram lançados, alguns baseados em cartas de jogar, enquanto outro foi uma emulação aproximada do clássico Mouse Trap.
O gravador Talkboy foi produzido como uma ligação para o filme pela Tiger Electronics, com base nas especificações fornecidas por John Hughes e no estúdio de cinema, e vendeu particularmente bem depois que o filme foi lançado em vídeo caseiro.
American Airlines novamente teve colocação de produto no filme com os McCallister fazendo sua viagem nos dois Boeing 767-200 da companhia aérea. No primeiro filme, um McDonnell Douglas DC-10 foi usado. Para o lançamento dos dois primeiros filmes em vídeo caseiro, a companhia aérea tornou-se patrocinadora.[carece de fontes?]
Os produtos da Coca-Cola fazem várias aparições no filme, incluindo cenas em que Kevin monta uma limusine e quando o primo de Kevin, Fuller, acorda no Plaza Hotel. Notavelmente, os produtos da Pepsi apareceram no primeiro filme de Home Alone.

### Novelização
Home Alone 2 (ISBN 0-590-45717-9) foi romanceada por Todd Strasser e publicada pela Scholastic Corporation em 1992 para coincidir com o filme. Uma versão em audiobook também foi lançada, lida por Tim Curry (que interpretou o concierge no filme).
Como na novelização do primeiro filme que os McCallisters vivem em Oak Park, Illinois e os bandidos são nomeados como Harry Lime e Marv Merchants.
No início da novela, um prólogo, que acaba sendo o pesadelo de Marv na prisão, ele e Harry se esgueiram para longe da polícia e voltam para a casa de Kevin para se vingar de Kevin. Kevin corre para a garagem com Marv e Harry em perseguição. Harry e Marv acabam provocando armadilhas extras que Kevin montou na garagem.

## Trilha sonora
Álbum da trilha sonora original
Home Alone 2: Lost in New York – Original Soundtrack Album é um álbum de trilha sonora de 1992 que contém músicas de ou inspiradas em Home Alone e Home Alone 2: Lost em Nova York. O álbum acabou sendo descontinuado e mais tarde relançado como Home Alone Christmas em 1997 pela Sony BMG com uma lista alternativa de faixas. Ambas as versões apresentam faixas da trilha de John Williams, embora as faixas sejam de músicas diferentes entre o álbum original e seu relançamento.
Lista de faixas originais
1. "All Alone on Christmas" (4:14) (Darlene Love)
2. "A Holly Jolly Christmas" (2:14) (Alan Jackson)
3. "Somewhere in My Memory" (3:58) (Bette Midler, composta por John Williams, letras de Leslie Bricusse)
4. "My Christmas Tree" (2:35) (Home Alone Children's Choir, composta por Alan Menken, letras de Jack Feldman)
5. "Sleigh Ride" (3:44) (TLC)
6. "Silver Bells" (4:15) (Atlantic Starr)
7. "Merry Christmas, Merry Christmas" (2:40) (John Williams)
8. "Jingle Bell Rock" (2:09) (Bobby Helms)
9. "Cool Jerk (Christmas Mix)" (2:39) (The Capitols)
10. "It's Beginning to Look a Lot Like Christmas" (2:14) (Johnny Mathis)
11. "Christmas Star" (3:16) (John Williams)
12. "O Come All Ye Faithful" (3:26) (Lisa Fischer)

Listagem de faixas de Home Alone Christmas
1. "All Alone on Christmas" (Darlene Love)
2. "A Holly Jolly Christmas" (Alan Jackson)
3. "My Christmas Tree" (The Fox Albert Choir)
4. "Somewhere in My Memory" (John Williams)
5. "Silver Bells" (Atlantic Starr)
6. "Sleigh Ride" (TLC)
7. "Christmas All Over Again" (Tom Petty and the Heartbreakers)
8. "Please Come Home for Christmas" (Southside Johnny Lyon)
9. "Merry Christmas, Merry Christmas" (John Williams)
10. "Carol of the Bells" (John Williams)
11. "Have Yourself a Merry Little Christmas" (Mel Torme)
12. "O Come All Ye Faithful" (Lisa Fischer)

The Deluxe Edition
No décimo aniversário do filme, Varèse Sarabande lançou uma trilha sonora de edição especial com dois discos intitulada Home Alone 2: Lost em Nova York - The Deluxe Edition. A trilha sonora contém as pistas de John Williams encontradas nos lançamentos anteriores, bem como composições adicionais que foram deixadas de fora do filme final. Esta versão também é conhecida por resolver um erro de masterização que fez com que a música fosse lançada incorretamente.
Disco Um
1. Home Alone (Main Title) (2:07)
2. This Year's Wish (1:47)
3. We Overslept Again / Holiday Flight (3:19)
4. Separate Vacations*(1:58)
5. Arrival in New York**(2:59)
6. The Thieves Return (3:28)
7. Plaza Hotel (3:04)
8. Concierge (1:31)
9. Distant Goodnights (Christmas Star) (letras de Leslie Bricusse) (2:05)
10. A Day in the City (:59)
11. Duncan's Toy Store (2:41)
12. Turtle Doves (1:29)
13. To the Plaza, Presto (3:27)
14. Race to the Room / Hot Pursuit (4:08)
15. Haunted Brownstone (3:02)
16. Appearance of the Pigeon Lady (3:21)
17. Christmas at Carnegie Hall (5:15) O Come, All Ye Faithful / O Little Town of Bethlehem / Noite Feliz

Disco Dois
1. Christmas Star - Preparing the Trap (letras de Leslie Bricusse) (4:22)
2. Another Christmas in the Trenches (2:33)
3. Running Through Town (1:16)
4. Luring the Thieves*(4:02)
5. Kevin's Booby Traps (7:23)
6. Down the Rope / Into the Park (5:06)
7. Reunion at Rockefeller Center / It's Christmas (5:21)
8. Finale (2:00)
9. We Wish You a Merry Christmas (Traditional) e Merry Christmas, Merry Christmas (letras de Leslie Bricusse) (2:51)
10. End Title (1:32)
11. Holiday Flight (alternate) (2:32)
12. Suite from "Angels with Filthy Souls II" (:56)
13. Somewhere in My Memory (letras de Leslie Bricusse) (3:57)
14. Star of Bethlehem (letras de Leslie Bricusse) (3:32)
15. Christmas Star (letras de Leslie Bricusse) (3:23)
16. Merry Christmas, Merry Christmas (orquestra) (2:23)

## Recepção

### Bilheteria
Home Alone 2 abriu para US$ 31,1 milhões de 2.222 cinemas, com média de US$ 14.008 por sala. Embora tenha começado melhor do que o Home Alone, a bilheteria final foi muito menor. US$ 173,6 milhões foram arrecadados nos Estados Unidos e um total de US$ 359 milhões em todo o mundo. O filme foi lançado no Reino Unido em 11 de dezembro de 1992 e liderou as bilheterias do país naquele fim de semana.

### Resposta da crítica
No site agregador de críticas Rotten Tomatoes, 35% das 57 avaliações dos críticos são positivas. O consenso diz: "uma mudança de local - e mais sentimentalismo e violência - não pode obscurecer o fato de que (...) é um [filme] (...) menos inspirado de seu antecessor."